# Зубарєв Микола Прокопович
Микола Прокопович Зубарєв (1904, станиця Єлисаветовка, тепер Ростовська область, Росія — 1980) — радянський діяч органів НКВС СРСР. Депутат Верховної Ради УРСР 3-го скликання. Член Ревізійної Комісії КП України у 1952–1954 роках.

## Біографія
З 1926 року — у Червоній Армії. З 1928 року служить у прикордонних військах ОДПУ-НКВС СРСР. У 1928 — 1929 року  брав участь у бойових діях проти повстанців у Кабардино-Балкарії.
1928 року став членом ВКП(б). У 1940 році закінчив Військову Академію Червоної Армії імені М. В. Фрунзе (вечірній курс).
З жовтня 1939 року — начальник штабу 19-го Олевського прикордонного загону. У травні — липні 1941 року — начальник 91-го прикордонного загону НКВС
Учасник Другої світової війни. У липні — листопаді 1941 року — начальник 83-го прикордонного загону Прикордонних військ НКВС Білоруської РСР. З листопада 1941 року — командир 83-го прикордонного полку військ НКВС, начальник військ НКВС по охороні тилу 22-ї та 29-ї армій. У 1942 — 1943 роках — начальник Управління військ НКВС по охороні тилу Калінінського фронту. У грудні 1943 — жовтні 1944 р. — начальник Управління військ НКВС по охороні тилу 1-го Прибалтійського фронту. У жовтні 1944 — жовтні 1945 р. — начальник Управління військ НКВС по охороні тилу 1-го Українського фронту.
У жовтні 1945 — грудні 1947 р. — начальник Управління прикордонних військ НКВС-МВС Сахалінського округу. З грудня 1947року — заступник начальника Управління прикордонних військ МВС Закарпатського округу. З травня 1950 року — начальник штабу — заступник начальника Управління прикордонних військ МДБ Закарпатського округу.
У серпні 1950 — березні 1953 р. — начальник Управління прикордонних військ МДБ Закарпатського округу. З серпня 1953 року перебував у довготривалому закордонному відрядженні. Приказом КДБ при РМ СРСР № 432 від 22 листопада 1957 року звільнений у запас через хворобу.

## Звання
- генерал-майор (28.04.1943)

## Нагороди
- два ордени Червоного Прапора (14.02.1942, 22.08.1944)
- орден Вітчизняної війни І ст. (16.11.1943)
- орден Богдана Хмельницького І ст. (6.04.1945)
- орден Червоної Зірки (2.11.1944)
- медалі